# Museum of American Bird Art
Das Museum of American Bird Art (MABA) ist ein Kunstmuseum der Massachusetts Audubon Society. Es befindet sich südlich von Boston innerhalb des 121 Acres (49 ha) großen Schutzgebiets Mildred Morse Allen Wildlife Sanctuary in der Stadt Canton im Bundesstaat Massachusetts der Vereinigten Staaten. Die Gründung erfolgte 1999.

## Museum
Der Anspruch des Museums ist, die Bevölkerung mit der Natur über die Kunst zu verbinden. Dies geschieht über wechselnde Ausstellungen internationaler Künstler, dauerhaft gezeigte Exponate sowie verschiedene Bildungsprogramme, die sich entsprechend der Ausrichtung der Audubon Society nahezu ausschließlich mit Vögeln auseinandersetzen. In der Dauerausstellung befinden sich unter anderem Werke von John James Audubon, Larry Barth, Frank Weston Benson, Mark Catesby, Robert Verity Clem, A. Elmer Crowell, Louis Agassiz Fuertes, Charley Harper, Lars Jonsson, Allen James King, Andy Warhol und Alexander Wilson.